# スバル・FA型エンジン
FA型エンジン（エフエーがたエンジン）は、SUBARU（旧・富士重工業）の水平対向4気筒ガソリンエンジンの系列である。
自然吸気（NA）仕様はBRZ/トヨタ・86に、直噴ターボ（DIT: Direct Injection Turbo）仕様は2012年にマイナーチェンジした5代目レガシィに初採用された。

## 機構
ロングストローク型のFB型エンジンをベースにスクエアストローク化し、バルブの駆動方式はカムシャフト配置の自由度を持たせる目的と摩擦低減の観点からローラーロッカーアーム式を採用している。カムシャフト駆動もチェーン式で、補機はベルト1本で駆動するサーペンタイン式を採用する点もFB型と同じである。ただし、軽量化を主目的に開発したFB型とは対照的に、高出力・高負荷にも耐えられる設計としている。
通常、高出力・高負荷にも耐えられるような設計とする場合、同寸のままだとピストンやシリンダーはやや重くなるが、FA型においてはFB型よりも吸気マニホールドを65 mm、エンジン下部の排気ブランチを19 mmほど高さを抑えることでその問題点を克服し、FB型よりも軽量に仕上がっている。
なお、自然吸気（NA）仕様と直噴ターボ仕様は型式こそ同じ「FA20」だが、共通点は内径×行程の数値や縦置きであることとクランクシャフトが共通部品を採用している程度で、シリンダーブロックやピストンをはじめとした多くの部品が別物であり、直噴ターボ仕様の方が高出力に耐えられる設計となっている。また、NA仕様がトヨタ自動車との共同開発（D-4Sを搭載）であるのに対し、直噴ターボ仕様はスバルの完全自社開発である。
組み合わせられるトランスミッションも両者で異なり、NA仕様にはアイシンAI（現・アイシン）製の6速マニュアルトランスミッション（MT）もしくはアイシンAW（現・アイシン）製6速オートマチックトランスミッション（AT）が、直噴ターボ仕様にはスバル自社製のチェーン式無段変速機（CVT）「リニアトロニック」が組み合わされている。

## FA20
- 排気量: 1,998 cc
- 内径×行程: 86.0 mm × 86.0 mm

### FA20D

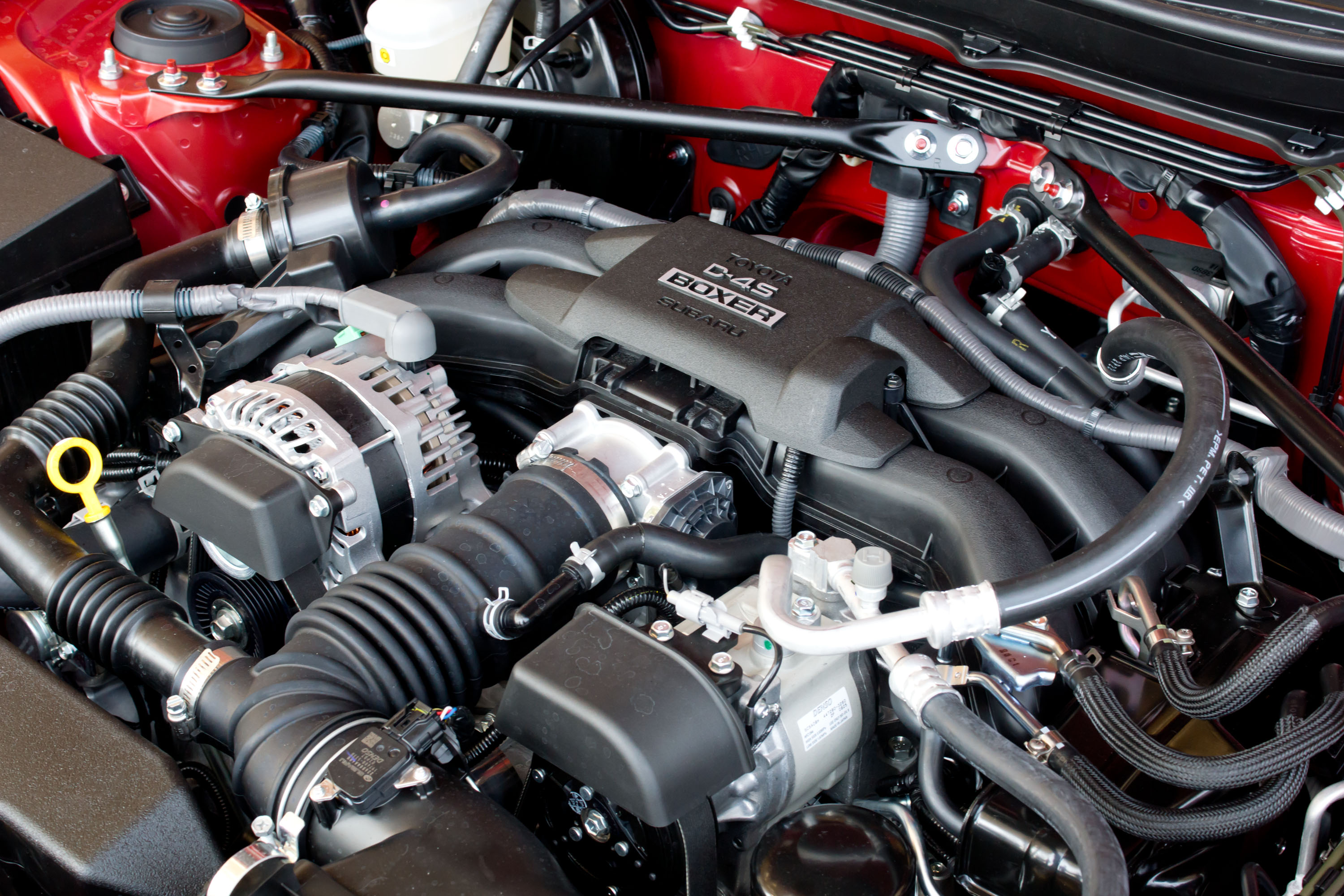
FA20D 自然吸気エンジン
（トヨタ・86）

FA20Dは直噴とポート噴射を併用（トヨタのD-4S）し、スバルのAVCS可変バルブタイミングシステムを備える。トヨタ社内では4U-GSEという型式名が与えられているが、かつて同社が開発・製造していた空冷水平対向2気筒のU型エンジンとは無関係である。
スバルでは使用するエンジンオイルの推奨粘度を0W-20に指定している。
- 種類: 水平対向4気筒DOHC 16バルブ D-4SデュアルAVCS
- 圧縮比: 12.5:1

出力・トルク
- 147 kW（200 PS）@ 7,000 rpm、205 N·m（20.9 kgf·m）@ 6,400 - 6,600rpm
- 152 kW（207 PS）@ 7,000 rpm、212 N·m（21.6 kgf·m）@ 6,400 - 6,800 rpm（後期型・MT車）

搭載車種（車両型式）
- BRZ/トヨタ・86（ZC6[3]/ZN6型）

### FA20F

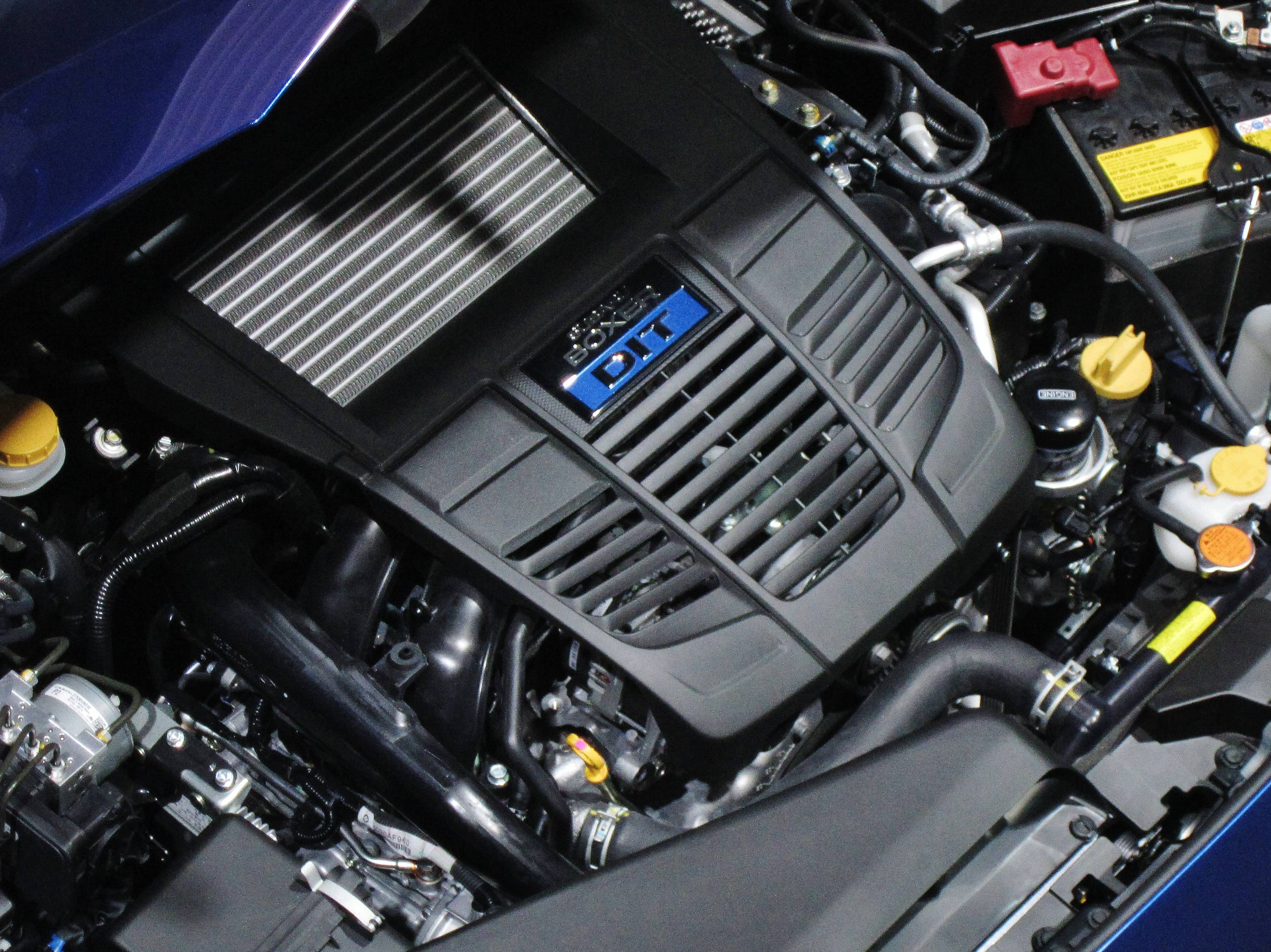
FA20F直噴ターボ (DIT) エンジン
（スバル・レヴォーグ）

スバル独自の直噴ツインスクロールターボチャージャー仕様である。
- 種類: 水平対向4気筒DOHC 16バルブ デュアルAVCS ツインスクロールターボ
- 圧縮比: 10.6:1

出力・トルク
- 221 kW（300 PS）@ 5,600 rpm、400 N·m（40.8 kgf·m）@ 2,000 - 4,800 rpm (1)
- 206 kW（280 PS）@ 5,700 rpm、350 N·m（35.7 kgf·m）@ 2,000 - 5,600 rpm (2)

搭載車種（車両型式）
- レガシィツーリングワゴン（5代目、BRG型）…1
- レガシィB4（5代目、BMG型）…1
- レヴォーグ（初代、VMG型 ）…1
- WRX S4（初代、VAG型）…1
- フォレスター（4代目、SJG型）…2

## FA24
- 排気量: 2,387 cc
- 内径×行程: 94.0 mm × 86.0 mm

### FA24F

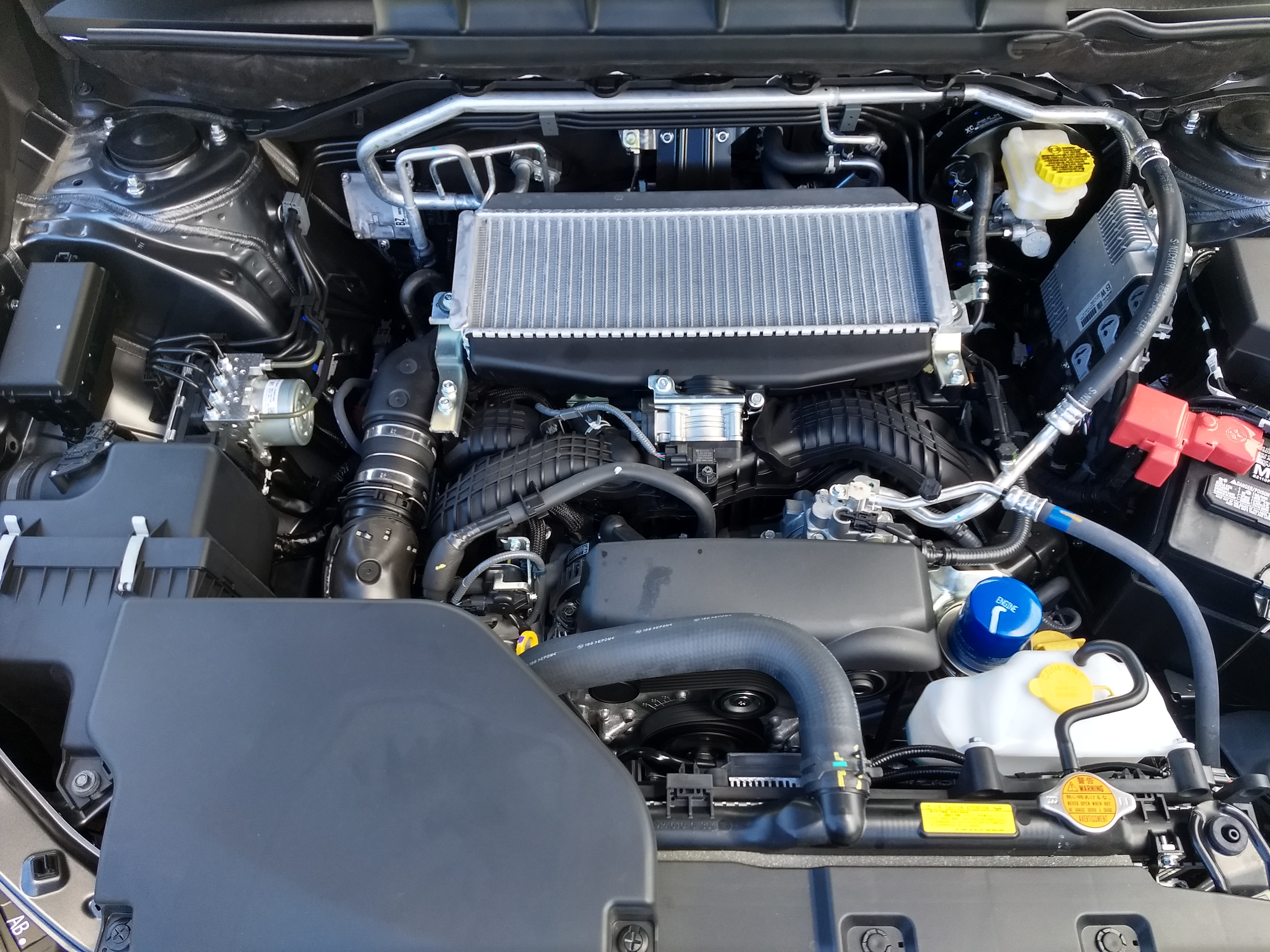
スバル・FA24F

2017年、大型SUVのアセントに搭載する新開発エンジンとして初公開された。直噴ターボ仕様は既存の水平対向6気筒自然吸気エンジン「EZ36」を置き換える、動力性能と燃費性能の両立を図ったものとなっている。2019年に登場した7代目レガシィでは、EZ36に代わってFA24が搭載されている。
FA20と比べてストロークは同一ながらボアが拡大され、排気量が2.4L（2,387cc）に増えた。重量を保ちつつ昇温時間を短くするため、ヘッドとブロックは全てアルミニウム製となっている。ターボチャージャーで過給されるガソリン直噴エンジンであり、指定されるガソリンの油種はレギュラーガソリンである。
- 種類: 水平対向4気筒DOHC 16バルブ デュアルAVCS ツインスクロールターボ
- 圧縮比: 10.6:1

出力・トルク
- 193.9 kW @ 5,600 rpm、357.6 N·m @ 2,000 - 4,800 rpm

搭載車種
- アセント（北米のみ）
- アウトバック（6代目、北米のみ）
- レガシィ（7代目、北米のみ）
- レヴォーグ（2代目、VNH型）
- WRX S4（2代目、VBH型）

### FA24D

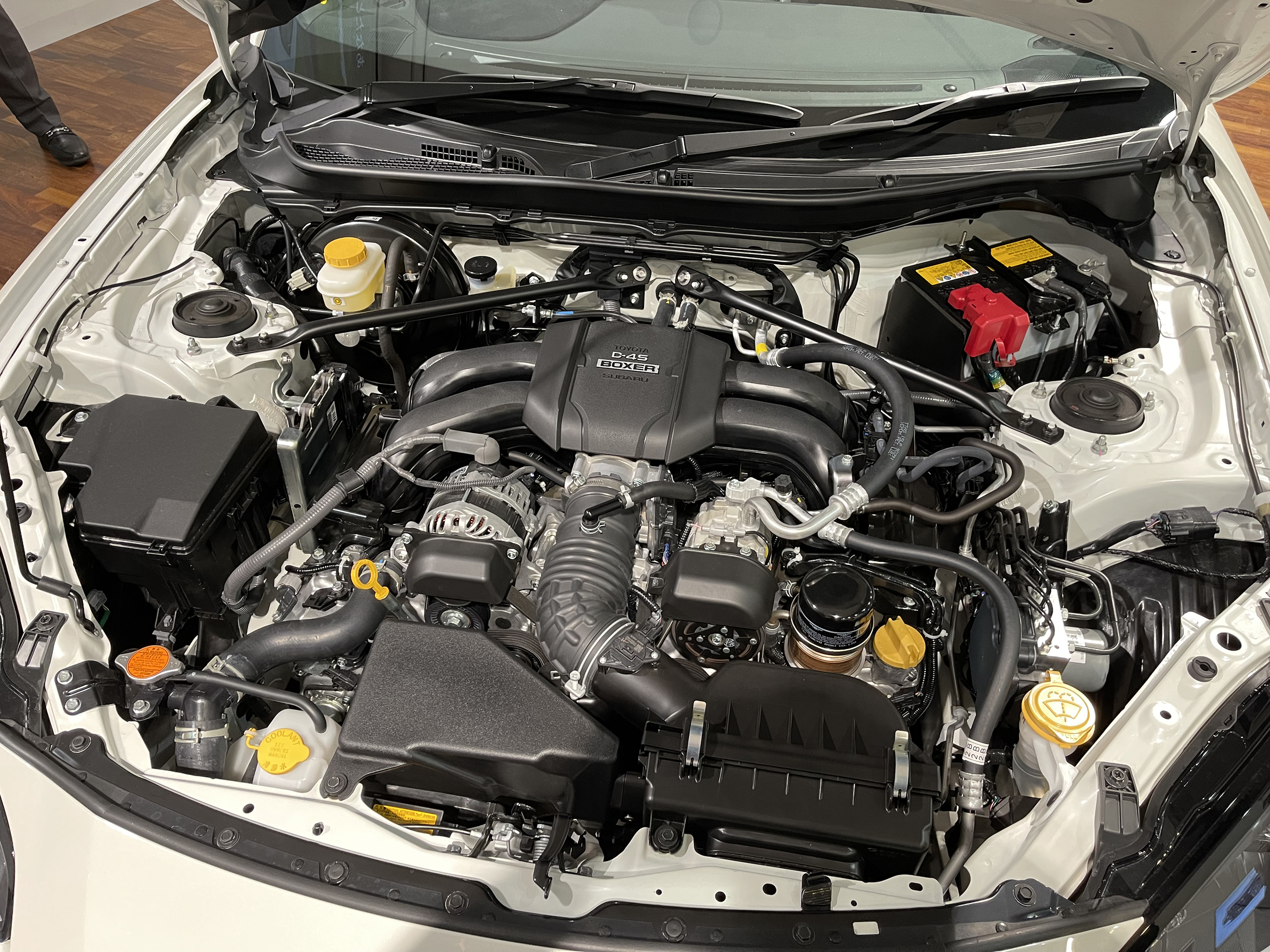
スバル・FA24D

2021年に行われたBRZ/トヨタ・86のフルモデルチェンジにあわせ、従来のFA20Dを置き換える形で搭載された。
FA20Dと同様に、直噴とポート噴射を組み合わせるトヨタのD-4S燃料噴射システムを使用する。内径×行程（94 mm × 86 mm）ならびに排気量はFA24Fと同一だが、圧縮比が12.5:1に高められている。
ボトムマウントされたターボが組み込まれているFA24Fを、BRZ/86のようなコンパクトスポーツカーに搭載するのは高重心化や価格の上昇を招くと判断されたため、先代と同様自然吸気（NA）が選択された。FA20Dでは燃費重視のセッティングにより、3,000 - 5,000 rpmの間で大幅にトルクが低下していたが、トルクカーブを見直すことでFA20Dに比べてより低い回転域でピークトルクが得られるようになった。また、エンジンにオイルクーラーが追加された。
- 種類: 水平対向4気筒DOHC 16バルブ D-4SデュアルAVCS
- 圧縮比: 12.5:1[9]

出力・トルク
- 170–173 kW; 231–235 PS (228–232 hp)[8][9] @ 7,000 rpm[9]、250 N⋅m (25.5 kg⋅m; 184.4 lb⋅ft) @ 3,700 rpm[9]

搭載車種
- BRZ/トヨタ・GR86（ZD8/ZN8型）

## 生産拠点
- 株式会社SUBARU 群馬製作所大泉工場

## 受賞
2012年、米国の自動車専門メディア「ワーズ オートワールド誌」が選ぶ「2013ワーズ 10ベストエンジン」にBRZが搭載するFA20型エンジンが選出された。この選考にはBRZのコストパフォーマンスも考慮された。